# Nick Dinsmore
Nicholas Adam Dinsmore (* 17. Dezember 1975 in Jeffersonville, Indiana) ist ein US-amerikanischer Wrestler und hauptsächlich wegen seines Engagements bei der WWE bekannt.

## Karriere
Nick Dinsmore absolvierte seine ersten größeren Auftritte bei World Championship Wrestling, wo er jedoch nur vier Matches bestritt. Einen Großteil der Anfangszeit seiner Karriere verbrachte er bei der damaligen WWE-Aufbauliga Ohio Valley Wrestling, deren Besitzer Danny Davis maßgeblich an Dinsmores Training beteiligt war.

### Ohio Valley Wrestling
Bei OVW bildete Dinsmore lange zusammen mit Rob Conway das Tag Team Lords of the Ring. Im März 1998 gewannen sie ein Turnier um die OVW Southern Tag Team Championship, deren erster Titelträger er bereits im vorhergehenden Jahr zusammen mit Flash Flanagan gewesen war. Das Team wurde sehr erfolgreich und konnte sich bis Juni 2002 den Titel insgesamt zehn Mal sichern. Zu dieser Zeit unterschrieb Dinsmore einen Entwicklungsvertrag mit der WWE, woraufhin er gezielt für das Hauptroster der Liga aufgebaut wurde. Er verblieb jedoch noch einige Monate bei OVW und gewann insgesamt acht Mal die OVW Heavyweight Championship.

### World Wrestling Entertainment
Ab Juli 2003 trat Dinsmore gelegentlich in Dark Matches bei WWE-Shows auf, war jedoch gleichzeitig noch bei OVW aktiv. Bei Vengeance 2003 hatte er seinen ersten PPV-Auftritt, als er als „Doink the Clown“ an einem "Bar Room Brawl" teilnahm. Ebenfalls unter diesem Gimmick bestritt er bei SmackDown! ein Match gegen Chris Benoit, welches er verlor.
Erst im März 2004 wurde Dinsmore ein fester Teil des Hauptrosters. Bei RAW debütierte er als Eugene; einem Charakter mit Down-Syndrom, der womöglich durch das Savant-Syndrom gute Wrestlingfähigkeiten besaß. Eugene, der laut Storyline der Neffe des damaligen General Managers Eric Bischoff ist, verwendete vor allem eher unspektakuläre Moves, wie sie z. B. in den 1970er Jahren benutzt wurden, sowie Signature Moves aktueller Wrestler. Seine erste bedeutsame Fehde hatte er gegen seinen "Lieblingswrestler" Triple H, der Eugene zunächst eine Freundschaft vorspielte, um ihn später zusammen mit seinem Stable Evolution brutal zu attackieren. Eugene revanchierte sich, indem er wenige Wochen später in ein Match zwischen Triple H und Chris Benoit eingriff und für die erfolgreiche Titelverteidigung des damaligen World Heavyweight Champion Benoit sorgte.
Ab Oktober 2004 teamte Eugene mit William Regal und gewann mit ihm die World Tag Team Championship von Sylvain Grenier und Rob Conway. In einem Match gegen Christian und Tyson Tomko bei New Year's Revolution zog sich Eugene eine schwere Knieverletzung zu und musste mehrere Monate pausieren. Bei WrestleMania 21 hatte er einen kurzen Auftritt und wurde von Muhammad Hassan und Khosrow Daivari angegriffen, bis schließlich Hulk Hogan zu seiner Rettung eilte.
Im Juli 2005 kehrte Eugene zurück und begann eine Fehde gegen Kurt Angle, dessen olympische Goldmedaille er in einem Match gewann. Beim SummerSlam wurde er von Angle besiegt und musste die Medaille wieder abgeben. Später bestritt er einige Matches gegen seinen ehemaligen Partner Rob Conway und bekam dabei zwischenzeitlich die Unterstützung früherer WWE-Wrestler wie "Hacksaw" Jim Duggan, Kamala und "Superfly" Jimmy Snuka. Zusammen mit Snuka besiegte er Conway und Tyson Tomko am 1. November bei Taboo Tuesday.
Am 18. November 2005 wurde auf wwe.com berichtet, dass Nick Dinsmore während der Europa-Tour in einer Hotel-Lobby bewusstlos geworden und umgehend ins Krankenhaus gebracht worden war. Kurz darauf wurde bekannt gegeben, dass Dinsmore regelmäßig verschreibungspflichtige Medikamente wie Carisoprodol (Handelsname: Soma) einnahm und bis zum erfolgreichen Abschluss einer Entziehung suspendiert wurde.
Nach seiner Rückkehr beim Royal Rumble 2006 wurde Eugene hauptsächlich in der B-Show Sunday Night HEAT eingesetzt. Im Sommer verbündete er sich mit "Hacksaw" Jim Duggan und wurde zunächst von ihm zum Ring begleitet; später traten sie regelmäßig als Tag Team an. Während einer kurzen Fehde gegen die Spirit Squad wurde von Eric Bischoff, der während einer Ausgabe von RAW wieder als General Manager fungierte, ein Match der beiden gegen die Squad-Mitglieder Kenny und Johnny festgelegt. Die Regeln des Matches besagten, dass sich das unterlegene Team trennen müsse. Durch das Eingreifen der restlichen Spirit Squad verloren Eugene und Duggan den Kampf, woraufhin Eugene aus nicht näher beleuchteten Gründen durchdrehte und seinen Partner angriff. Durch diese Aktion wurde Eugene erstmals zum Heel.

### Independent-Bereich
Am 1. September 2007 wurde Dinsmore im Zuge der Wellness-Politik von der WWE entlassen, nachdem ihm eine längerfristige Einnahme von Schmerzmitteln ohne medizinische Notwendigkeit nachgewiesen worden war. Seit Februar 2008 ist er wieder bei Ohio Valley Wrestling aktiv, welche jetzt jedoch nicht mehr zur WWE gehört.
Daneben tritt Dinsmore derzeit in zahlreichen kleineren Wrestling-Ligen an. Er verkörpert dort meist das bereits in der WWE verwendete Eugene-Gimmick.
Im August 2009 wurde Eugene wieder in der WWE eingestellt, indem er in einem Match Ricky Ortiz besiegte. Doch zugleich wurde er wieder entlassen, da er körperlich nicht in Form war.

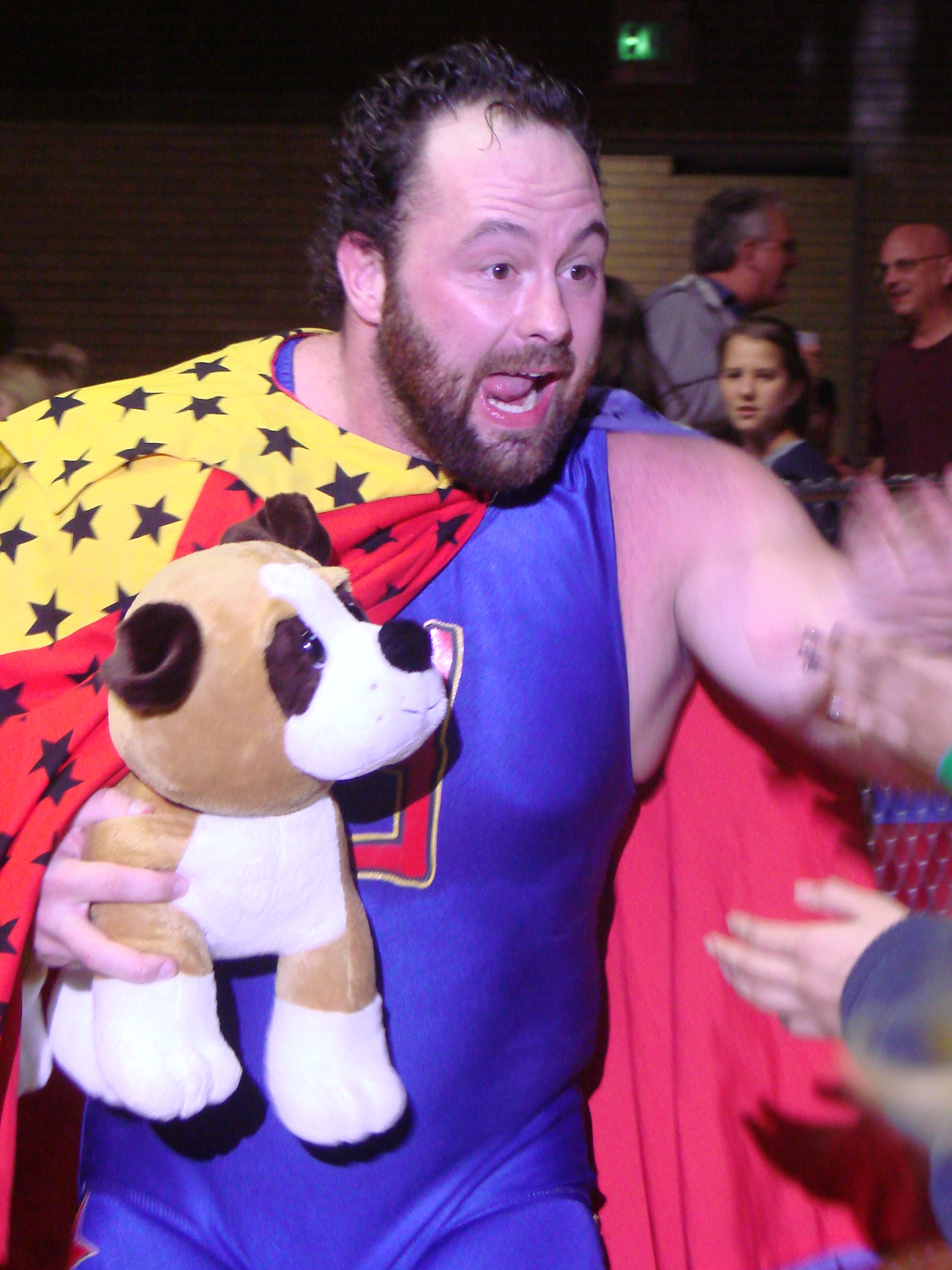
Eugene mit seinem Superhelden-Gimmick

## Erfolge

### Titel
- Heartland Wrestling Association
  - 1× HWA Heavyweight Champion
- Music City Wrestling
  - 1× MCW North American Tag Team Champion (mit Rob Conway)
- Ohio Valley Wrestling
  - 11× OVW Heavyweight Champion
  - 11× OVW Southern Tag Team Champion (10× mit Rob Conway, 1× mit Flash Flanagan)
- World Wrestling Entertainment
  - 1× World Tag Team Champion (mit William Regal)

### Auszeichnungen
- PWI500 Ergebnisse
  - Platz 218 in der Liste des Jahres 2000
  - Platz 182 in der Liste des Jahres 2001
  - Platz 100 in der Liste des Jahres 2002
  - Platz 68 in der Liste des Jahres 2003
  - Platz 21 in der Liste des Jahres 2004
  - Platz 56 in der Liste des Jahres 2005
  - Platz 164 in der Liste des Jahres 2006
  - Platz 190 in der Liste des Jahres 2007
  - Platz 101 in der Liste des Jahres 2008
  - Platz 279 in der Liste des Jahres 2012
- PWI-Awards
  - PWI Most Popular Wrestler of the Year 2004 – Platz 4
  - PWI Most Inspirational Wrestler of the Year 2004 – Platz 3